# Eccomi
Eccomi è il 27º album in studio di Patty Pravo, pubblicato il 12 febbraio 2016 per la Warner Music Group

## Descrizione
Venne distribuito da 1 DAY, in occasione del Festival di Sanremo 2016 che vede la partecipazione della cantante con il brano Cieli immensi, scritto da Fortunato Zampaglione. Il brano si è classificato al 6º posto ed ha vinto il Premio della critica Mia Martini.
Tra gli autori dell'album, figurano Giuliano Sangiorgi dei Negramaro, Tiziano Ferro, Gianna Nannini, Pacifico, Samuel dei Subsonica, Rachele Bastreghi, dei Baustelle, Emis Killa (con il quale è stato inciso un duetto) ed il giovane autore e compositore pugliese Tullio Mancino, che ha scritto per Patty Pravo il brano dal titolo "Se chiudo gli occhi"..
La canzone Nuvole di Giangi Skip è la prima canzone resa nota dell'album, poiché è stata interpretata dal vivo dalla stessa Patty Pravo in alcuni concerti.
L'album è nato da una selezione molto vasta durata un anno e mezzo: oltre 700 i pezzi offerti alla cantante. Dai 700 pezzi arrivati ne sono stati selezionati 20, dai quali sono stati scelti i migliori 12 da includere nella tracklist del disco.

## Produzione
Il disco è stato prodotto e realizzato da Michele Canova Iorfida, con la produzione esecutiva di Massimo Levantini e Gaetano Puglisi, e registrato presso il Sunset Sound Studio di Los Angeles ed i Kaneepa Studio di Milano e Los Angeles. Inizialmente la pubblicazione dell'album era stata fissata per l'autunno 2013 e anticipata dal singolo "Non mi interessa" con Ermal Meta, uscito il 12 luglio 2013. Successivamente, la pubblicazione del progetto è stata spostata a gennaio 2014, per poi esser nuovamente rinviata al tardo autunno del medesimo anno. Patty Pravo ha preferito continuare il suo Sulla Luna Tour in giro per tutt'Italia, finché, a fine 2014, non ha deciso di ritornare in studio e finire l'album, la cui registrazione è durata fino a marzo 2015. Il 1º aprile 2015, le registrazioni del disco erano ufficialmente terminate e così l'album è entrato in fase di mixing, per poi finalizzare con la fase di mastering. Il nuovo periodo di uscita del disco era stato fissato per settembre 2015, successivamente slittando a ottobre 2015. In quest'ultimo mese, dell'album non si hanno più notizie, finché, a metà dicembre, viene annunciata la partecipazione della cantante al Festival di Sanremo 2016, con il brano Cieli immensi. Scoperto, finalmente, il motivo della "non-pubblicazione" dell'album, ormai masterizzato e pronto, nel mese di ottobre 2015, i fan hanno potuto avere una data definitiva: 12 febbraio 2016.

## Significato
Il titolo, spiega la cantante: "Questo disco si chiama Eccomi perché era già pronto da un bel pezzo e più volte avevo annunciato che sarebbe uscito ma poi niente. A questo punto mi sembrava proprio il caso di chiamarlo Eccomi, nel senso di Ci sono, ce l'ho fatta.
“Eccomi ritrae l'effigie di una donna forte, consapevole delle proprie scelte e che, tuttavia, conserva un lato fragile da custodire e svelare con parsimonia. Frammenti di storie, ricordi, silenzi, passioni, separazioni, riavvicinamenti trovano spazio tra arrangiamenti finemente curati e particolarmente variegati”, descrive Patty Pravo.
Mentre, riguardo Cieli immensi, afferma: “È una canzone d'amore, abbastanza particolare e di grande respiro melodico“.

## I brani
In molte interviste per promuovere l'uscita dell'album, Patty Pravo ha svelato alcuni retroscena a proposito di come sono nati i pezzi del suo disco.
- Riguardo Possiedimi, scritta da Gianna Nannini, la cantante ha confessato: "Quella è una canzone nata al telefono con la Nannini. Lei era in un momento incasinatissimo, stava facendo un trasloco dall'Italia all'Inghilterra, e la prima volta che ci siamo sentite per questa cosa mi fa: «Parliamo di una bella scopata». E io: «No, dai, lasciamo perdere la scopata». Però poi abbiamo continuato a sentirci, lei mi diceva delle cose, io a volte gliele contestavo, altre no, alla fine è venuto fuori questo pezzo. La cosa divertente è che la figlia di Gianna, Penelope, conosce a memoria un mio brano che porta il suo nome, così mentre lavoravamo all'album mi è successo più volte di cantare per la bambina «Penelope la melodia la odiava e invece tutti quanti volevano quel magico notturno di Chopin…»
- Il brano Possiedimi conta anche della partecipazione di Pacifico, il quale, a detta della Pravo, è intervenuto solo alla fine sistemando un po' il pezzo.
- A proposito di Se, scritta da Samuel, la cantante ha raccontato: "Quello è un pezzo che mi è stato portato da Michele Canova Iorfida, il produttore del disco. Mi ha conquistato per l'arrangiamento e il testo. Non conosco Samuel, so che lui mi apprezza, ma ecco, la sua canzone mi piace perché ricorda gli anni Sessanta, è un po' «space», può richiamare anche Vangelis."
- Nuvole è stata scritta dall'autore Gianni Skip, "Un ragazzo a cui ho portato un frigo che mi si era rotto, ha uno studiolo, mi ha confidato di scrivere, così gli ho chiesto di farmi sentire qualcosa e quando mi ha mandato Nuvole… Niente, mi è piaciuta e via. Non si è trattato di generosità, come ha scritto qualcuno, semmai il contrario: mi sono appropriata di un brano! A parte gli scherzi, mi fa piacere dare opportunità ai giovani autori, Giangi poi è già affermato avendo scritto per la NASA, Morricone, Robbie Williams, Elton John. ", racconta la Pravo.
- A parte te le è stata regalata da Giuliano Sangiorgi il giorno del suo compleanno. La ragazza del Piper ha raccontato che dopo aver registrato il brano, l'ha fatto ascoltare a Sangiorgi.
- La collaborazione con Tiziano Ferro è nata grazie a Canova Iorfida: "Lui ci ha fatti conoscere e da quel momento è nata una bella amicizia tra noi", spiega la cantante, che ha, inoltre, raccontato che Tiziano, sentendo la canzone cantata da lei, si è emozionato.
- Patty Pravo e Fortunato Zampaglione si sono incontrati fisicamente per la prima volta nel 2013, ma il loro lavoro per Cieli Immensi è avvenuto in maniera telefonica.
- Riguardo Ci rivedremo poi, la cantante ha raccontato: "È un brano che mi ha mandato Rachele Bastreghi. In realtà me ne aveva mandati tre ma i primi due non avevano toccato la mia sensibilità. Il terzo, sì. Ne è venuta fuori una bella cosa."
- Per quanto riguarda la collaborazione con Zibba, autore di Qualche cosa di diverso, la Pravo ha dichiarato: "È un autore che stimo moltissimo. Io lo chiamo 'il mio divano' perché quando ci vediamo, viene a casa mia, sta lì 20 minuti per fare due chiacchiere, se ne va e io so che da lì a un paio d'ore mi manderà un testo che descrive perfettamente la mia anima. Anche questa volta è andata così. E l'ispirazione, evidentemente, gli viene sempre sul mio divano. Da qui, il soprannome."
- La scelta di duettare con un rapper per la nuova versione di Tutt'al più è stata consigliata da Carlo Conti alla Pravo, quando la cantante gli ha comunicato di voler cantare questo suo brano storico per la serata delle cover del Festival di Sanremo 2016. Così lo staff della cantante ha contattato il rapper Fred De Palma, che in quaranta minuti ha rivoluzionato la canzone.
- Invece sul rapper Emis Killa, con il quale Patty duetta nel brano Non siamo eroi, la cantante ha affermato: "Con lui è nato un brano vivace, con un bel testo, frutto di un bell'incontro. La mia voce non è portata al rap ma ho voluto fortemente collaborare con rapper italiani."[12]
- La canzone "Se chiudo gli occhi" è stata scritta da Tullio Mancino nel 2009, con il titolo "Una canzone per ricordarti". Inizialmente Mancino aveva fatto ascoltare a Pravo due canzoni scritte per lei, che però non hanno convinto la cantante ma l'hanno decisa a voler ascoltare altro materiale dell'autore, così Mancino le propose altri brani e Patty si innamorò di "Se chiudo gli occhi".

## Formato
L'album è disponibile in 3 formati: download e Audio CD, dal 12 febbraio 2016, e vinile, in vendita dal 26 febbraio.

## Tracce
1. A parte te – 3:42 (Giuliano Sangiorgi)
2. Ci rivedremo poi – 3:15 (testo: Rachele Bastreghi – musica: Rachele Bastreghi, Matteo Buzzanca)
3. Qualche cosa di diverso – 3:09 (Sergio Vallarino)
4. Cieli immensi – 4:15 (Fortunato Zampaglione)
5. Per difenderti da me – 3:37 (Tiziano Ferro)
6. Nuvole – 3:49 (Giangi Skip)
7. Non siamo eroi (feat. Emis Killa) – 3:50 (testo: Emiliano Giambelli – musica: Michele Canova Iorfida, M. Dagani, A. Erba)
8. Possiedimi – 3:12 (testo: Gianna Nannini, Luigi De Crescenzo – musica: Gianna Nannini)
9. Se chiudo gli occhi – 3:09 (Tullio Mancino)
10. Come una preghiera – 3:10 (testo: Andrea Regazzetti, Alfredo Rapetti Mogol – musica: Andrea Regazzetti)
11. Se – 4:39 (Samuel Umberto Romano)
12. Un uomo semplice – 3:25 (Maria Francesca Xefteris)
13. Tutt'al più (feat. Fred De Palma) – 3:18 (testo: Franco Migliacci, Fred De Palma – musica: Piero Pintucci)

Durata totale: 46:30

## Formazione
- Patty Pravo – voce
- Tim Pierce – chitarra elettrica, chitarra acustica
- Reggie Hamilton – basso
- Christian "Noochie" Rigano – sintetizzatore, programmazione, pianoforte
- Alex Alessandroni Jr. – tastiera, pianoforte, Fender Rhodes
- Jeff Babko – pianoforte, organo Hammond
- Gary Novak – batteria

## Promozione

### Instore Tour
Per promozionare l'album, Patty Pravo, realizzerà anche un Instore Tour, ovvero il firma-copie dell'album nei negozi Mondadori e Feltrinelli d'Italia.
- 16 febbraio: Torino (Mondadori Megastore h. 18.30)
- 17 febbraio: Milano (Mondadori, Duomo h. 18.00)
- 19 febbraio: Verona (Feltrinelli, Via Quattro Spade 2 h. 18.00)
- 22 febbraio: Firenze (Feltrinelli RED, Piazza della Repubblica h. 18.30)
- 23 febbraio: Roma (Feltrinelli, Via Appia Nuova 427 h. 18.00)
- 24 febbraio: Napoli (Feltrinelli, Piazza dei Martiri h. 18.00)

### Eccomi Tour
Nel mese di aprile e maggio 2016 la cantante sarà in giro nel teatri d'Italia con il suo "Eccomi Tour": uno spettacolo dal vivo in cui sarà accompagnata da sei musicisti per far gustare al pubblico le atmosfere eleganti della sua musica senza età, tra pezzi nuovi e del passato.
- 1 aprile: Montecatini Terme (Teatro Verdi)[13]
- 4 aprile: Milano (Teatro Nazionale)
- 7 aprile: Lecce (Teatro Politeama)
- 8 aprile: Bari (Teatro Team)
- 10 aprile: Roma (Auditorium Parco della Musica)
- 13 aprile: Torino (Teatro Colosseo)
- 15 aprile: Venezia (Teatro Goldoni) (cancellata)
- 16 aprile: Mantova (Granteatro Palabam)
- 18 aprile: Trento (Auditorium Santa Chiara)
- 19 aprile: Belluno (Teatro Comunale)
- 22 aprile: Civitanova Marche (Donoma)
- 29 aprile: Cagliari (Auditorium del Conservatorio)
- 5 maggio: Bologna (Teatro Duse)
- 6 maggio: Legnano (Teatro Galleria)
- 13 maggio: Nova Gorica (Casinò Perla)
- 14 maggio: Schio (Teatro Astra)
- 3 giugno: Sanremo (Casinò)
- 1 luglio: Cerignola (Giardini Jemma Resort)
- 13 agosto: Reggio Calabria (Catona Teatro)
- 14 agosto: Altomonte (Anfiteatro Costantino Belluscio)
- 18 agosto: Forte dei Marmi (Festival Estate a Forte dei Marmi – Villa Bertelli)
- 21 agosto: Ostuni (Cava Anfiteatro San Giovanni).

Scaletta
1. La vita è qui
2. Cieli immensi
3. Per difenderti da me
4. Les etrangers
5. A parte te
6. Il vento e le rose
7. Un senso (cover di Vasco Rossi)
8. Notti bianche
9. Medley: Se perdo te - Pazza idea - Ragazzo triste - Sentimento - Il paradiso
10. La mela in tasca
11. Dimensione
12. Qualche cosa di diverso
13. Ci rivedremo poi
14. Non andare via
15. Pensiero stupendo
16. La bambola
17. Come una preghiera
18. Unisono
19. e dimmi che non vuoi morire
20. Dove andranno i nostri fiori
21. Nuvole
22. Tutt'al più

## Classifiche
Formato Album
| Classifica (2016) | Posizione massima |
| ----------------- | ----------------- |
| Italia            | 6                 |

Formato Vinile
| Classifica (2016) | Posizione massima |
| ----------------- | ----------------- |
| Italia            | 1                 |

### Classifiche di fine anno
Formato Album
| Classifica (2016) | Posizione massima |
| ----------------- | ----------------- |
| Italia            | 99                |